# Volby do moldavského Nejvyššího sovětu 1990
Volby do moldavského Nejvyššího sovětu v roce 1990 se konaly v únoru a březnu 1990 v Moldavské SSR. Volilo se 380 poslanců Nejvyššího sovětu. Jednalo se o první a jediné svobodné volby do Nejvyššího sovětu MSSR, a přestože Komunistická strana Moldavska byla jedinou registrovanou stranou, která se mohla voleb zúčastnit, opoziční kandidáti mohli kandidovat jako nezávislí. Spolu s přidruženými skupinami zvítězila Lidová fronta Moldavska. Kandidáti, kteří otevřeně podporovali Lidovou frontu, získali přibližně 27 % mandátů; spolu s umírněnými komunisty, především z venkovských okresů, získali většinu.
Dne 5. června Nejvyšší sovět přejmenoval Moldavskou SSR na „Sovětskou socialistickou republiku Moldavska“ a 23. června vydal deklaraci o svrchovanosti. Následně 23. května 1991 odstranila odkazy na socialismus a sověty přijetím názvu „Moldavská republika“ a 27. srpna 1991 vyhlásila úplnou nezávislost na Sovětském svazu. Další zákonodárný sbor byl zvolen jako Parlament Moldavské republiky v roce 1994.

## Výsledky
Všech 380 poslanců bylo zvoleno v jednomandátových volebních obvodech. První zasedání parlamentu se konalo 17. dubna 1990.

## Zvolení poslanci
| Jméno                   | Volební obvod               |
| ----------------------- | --------------------------- |
| Petru Chimirciuc        | Město Bălți                 |
| Anatol Conoplin         | Město Bălți                 |
| Valeriu Egorov          | Město Bălți                 |
| Vasile Iovv             | Město Bălți                 |
| Vladimir Iuzvenco       | Město Bălți                 |
| Valentin Leșinski       | Město Bălți                 |
| Victor Morev            | Město Bălți                 |
| Dumitru Pălărie         | Město Bălți                 |
| Vitalie Pritula         | Město Bălți                 |
| Valeriu Serjant         | Město Bălți                 |
| Mihai Șabarcin          | Město Bălți                 |
| Fiodor Zlatov           | Město Bălți                 |
| Mihail Catcov           | Město Bender                |
| Anatol Coleghin         | Město Bender                |
| Alexandru Efanov        | Město Bender                |
| Danil Matcin            | Město Bender                |
| Constantin Novoderejkin | Město Bender                |
| Ghimn Pologov           | Město Bender                |
| Pavel Țîmai             | Město Bender                |
| Anatol Țurcanu          | Město Bender                |
| Ludmila Silicenko       | Město Bender                |
| Piotr Volkov            | Město Bender                |
| Grigore Volovoi         | Město Bender                |
| Oleg Zapoliski          | Město Bender                |
| Gheorghe Amihalachioaie | Město Kišiněv               |
| Nicolae Andronatii      | Město Kišiněv               |
| Nicolae Andronic        | Město Kišiněv               |
| Ion Batcu               | Město Kišiněv               |
| Elena Bălan             | Město Kišiněv               |
| Victor Berlinschi       | Město Kišiněv               |
| Gheorghe Bogdanov       | Město Kišiněv               |
| Vladimir Bondarenco     | Město Kišiněv               |
| Gheorghe Cîrlan         | Město Kišiněv               |
| Anatol Chiriac          | Město Kišiněv               |
| Vitalie Ciorap          | Město Kišiněv               |
| Vladlen Colesov         | Město Kišiněv               |
| Valentin Colun          | Město Kišiněv               |
| Ilie Coșanu             | Město Kišiněv               |
| Valentin Cunev          | Město Kišiněv               |
| Stepan Curtev           | Město Kišiněv               |
| Grigore Cușmăunsă       | Město Kišiněv               |
| Anatol Davîdov          | Město Kišiněv               |
| Vladimir Dobrea         | Město Kišiněv               |
| Mihai Ghimpu            | Město Kišiněv               |
| Alexandru Gorodnicenco  | Město Kišiněv               |
| Semion Guranda          | Město Kišiněv               |
| Pavel Gusac             | Město Kišiněv               |
| Gheorghe Hioară         | Město Kišiněv               |
| Dumitru Holban          | Město Kišiněv               |
| Anatol Ivanov           | Město Kišiněv               |
| Valentin Krîlov         | Město Kišiněv               |
| Ludmila Lașcionova      | Město Kišiněv               |
| Valeriu Lebedev         | Město Kišiněv               |
| Veaceslav Litvinenco    | Město Kišiněv               |
| Anatol Lisețki          | Město Kišiněv               |
| Vladlen Lîiurov         | Město Kišiněv               |
| Ion Madan               | Město Kišiněv               |
| Iurie Maxuta            | Město Kišiněv               |
| Svetlana Mîslițcaia     | Město Kišiněv               |
| Nicolae Misail          | Město Kišiněv               |
| Andrei Moraru           | Město Kišiněv               |
| Petru Muntean           | Město Kišiněv               |
| Vasile Nedelciuc        | Město Kišiněv               |
| Ion Negură              | Město Kišiněv               |
| Valentin Nicolaenco     | Město Kišiněv               |
| Victor Nikulin          | Město Kišiněv               |
| Dumitru Noroc           | Město Kišiněv               |
| Alexandru Ohotnicov     | Město Kišiněv               |
| Olga Ojoga              | Město Kišiněv               |
| Tudor Panțîru           | Město Kišiněv               |
| Larisa Pokotilova       | Město Kišiněv               |
| Eugen Popușoi           | Město Kišiněv               |
| Ion Prisăcaru           | Město Kišiněv               |
| Alexandra Raiu          | Město Kišiněv               |
| Anatol Rusanov          | Město Kišiněv               |
| Ion Rusu                | Město Kišiněv               |
| Mircea Rusu             | Město Kišiněv               |
| Andrei Safonov          | Město Kišiněv               |
| Vladimir Solonari       | Město Kišiněv               |
| Ion Stepanenco          | Město Kišiněv               |
| Piotr Șornikov          | Město Kišiněv               |
| Vasile Șova             | Město Kišiněv               |
| Constantin Tampiza      | Město Kišiněv               |
| Ion Tanas               | Město Kišiněv               |
| Ilia Trombițki          | Město Kišiněv               |
| Constantin Țurcan       | Město Kišiněv               |
| Ion Ungureanu           | Město Kišiněv               |
| Vasile Ursu             | Město Kišiněv               |
| Vitalie Zavgorodni      | Město Kišiněv               |
| Iuri Zinoviev           | Město Kišiněv               |
| Vitali Znagovan         | Město Kišiněv               |
| Victor Arestov          | Město Tiraspol              |
| Anatoli Bolșakov        | Město Tiraspol              |
| Valentin Cicikin        | Město Tiraspol              |
| Victor Constantinov     | Město Tiraspol              |
| Lidia Dicusar           | Město Tiraspol              |
| Vladimir Emilianov      | Město Tiraspol              |
| Vitalie Glebov          | Město Tiraspol              |
| Andrei Manoilov         | Město Tiraspol              |
| Alexandru Morozov       | Město Tiraspol              |
| Vilor Ordin             | Město Tiraspol              |
| Veniamin Potașev        | Město Tiraspol              |
| Evgheni Pușneac         | Město Tiraspol              |
| Vladimir Rîleakov       | Město Tiraspol              |
| Nicolai Riumin          | Město Tiraspol              |
| Igor Smirnov            | Město Tiraspol              |
| Leonid Țurcan           | Město Tiraspol              |
| Anna Volkova            | Město Tiraspol              |
| Piotr Zalojkov          | Město Tiraspol              |
| Valentin Oglindă        | Okres Anenii Noi            |
| Sava Platon             | Okres Anenii Noi            |
| Anatol Popușoi          | Okres Anenii Noi            |
| Alexandru Snegur        | Okres Anenii Noi            |
| Anatol Țurcanu          | Okres Anenii Noi            |
| Serafim Urecheanu       | Okres Anenii Noi            |
| Iurie Gherasimov        | Okres Basarabeasca          |
| Fiodor Marinov          | Okres Basarabeasca          |
| Alecu Reniță            | Okres Basarabeasca          |
| Petru Tărîță            | Okres Basarabeasca          |
| Valeriu Bulgari         | Okres Briceni               |
| Vasile Cojocaru         | Okres Briceni               |
| Vladimir Gudumac        | Okres Briceni               |
| Petru Lucinschi         | Okres Briceni               |
| Ion Pădureț             | Okres Briceni               |
| Ion Scutaru             | Okres Briceni               |
| Anatol Simac            | Okres Briceni               |
| Mihai Voloșin           | Okres Briceni               |
| Alexandru Arseni        | Okres Cahul                 |
| Grigore Bratunov        | Okres Cahul                 |
| Valdemar Cirt           | Okres Cahul                 |
| Mihai Guslikov          | Okres Cahul                 |
| Ion Palii               | Okres Cahul                 |
| Nicolae Todos           | Okres Cahul                 |
| Alexandru But           | Okres Camenca (Kamenka)     |
| Vladimir Carauș         | Okres Camenca (Kamenka)     |
| Pavel Dubălari          | Okres Camenca (Kamenka)     |
| Grigore Evstratii       | Okres Camenca (Kamenka)     |
| Gheorghe Grosu          | Okres Camenca (Kamenka)     |
| Mihai Popovici          | Okres Camenca (Kamenka)     |
| Călin Botica            | Okres Cantemir              |
| Andrei Cabac            | Okres Cantemir              |
| Ion Neagu               | Okres Cantemir              |
| Valeriu Obreja          | Okres Cantemir              |
| Pantelei Pîrvan         | Okres Cantemir              |
| Nicolae Dabija          | Okres Căinari               |
| Vasile Vatamanu         | Okres Căinari               |
| Ion Pălăncica           | Okres Căinari               |
| Andrei Țurcanu          | Okres Căinari               |
| Tudor Bobescu           | Okres Călărași              |
| Alexandru Buruian       | Okres Călărași              |
| Petru Caterev           | Okres Călărași              |
| Semion Gurghiș          | Okres Călărași              |
| Ștefan Maimescu         | Okres Călărași              |
| Ion Munteanu            | Okres Călărași              |
| Tudor Olaru             | Okres Călărași              |
| Sergiu Chircă           | Okres Căușeni               |
| Ion Cojocaru            | Okres Căușeni               |
| Grigore Jelihovski      | Okres Căușeni               |
| Gheorghe Mazilu         | Okres Căușeni               |
| Eugen Pîslaru           | Okres Căușeni               |
| Ion Ungureanu           | Okres Căușeni               |
| Tudor Angheli           | Okres Ceadîr-Lunga          |
| Vladimir Capanji        | Okres Ceadîr-Lunga          |
| Fiodor Carapunarlî      | Okres Ceadîr-Lunga          |
| Vasile Costov           | Okres Ceadîr-Lunga          |
| Stepan Curoglo          | Okres Ceadîr-Lunga          |
| Piotr Pascari           | Okres Ceadîr-Lunga          |
| Iovu Bivol              | Okres Cimișlia              |
| Andrei Cubasov          | Okres Cimișlia              |
| Petru Griciuc           | Okres Cimișlia              |
| Tudor Negru             | Okres Cimișlia              |
| Ignat Vasilachi         | Okres Cimișlia              |
| Constantin Capsamun     | Okres Comrat                |
| Ivan Chior              | Okres Comrat                |
| Gheorghe Ciobanu        | Okres Comrat                |
| Gavril Frangu           | Okres Comrat                |
| Mihail Kendighelean     | Okres Comrat                |
| Constantin Taușanji     | Okres Comrat                |
| Stepan Topal            | Okres Comrat                |
| Vladimir Beșleagă       | Okres Cotovsc (Hîncești)    |
| Ion Ciuntu              | Okres Cotovsc (Hîncești)    |
| Dumitru Crețu           | Okres Cotovsc (Hîncești)    |
| Mihai Dimitriu          | Okres Cotovsc (Hîncești)    |
| Valentin Lefter         | Okres Cotovsc (Hîncești)    |
| Iacob Negru             | Okres Cotovsc (Hîncești)    |
| Vasile Sajin            | Okres Cotovsc (Hîncești)    |
| Constantin Tănase       | Okres Cotovsc (Hîncești)    |
| Gheorghe Trestianu      | Okres Cotovsc (Hîncești)    |
| Ion Chiriac             | Okres Criuleni              |
| Gheorghe Ghimpu         | Okres Criuleni              |
| Ion Novac               | Okres Criuleni              |
| Anatol Plugaru          | Okres Criuleni              |
| Ion Popov               | Okres Criuleni              |
| Dumitru H. Postovan     | Okres Criuleni              |
| Ananie Badan            | Okres Dondușeni             |
| Petru Bodorin           | Okres Dondușeni             |
| Boris Carandiuc         | Okres Dondușeni             |
| Emil Mazureac           | Okres Dondușeni             |
| Victor Pușcaș           | Okres Dondușeni             |
| Gheorghe Beliciuc       | Okres Drochia               |
| Ion Buga                | Okres Drochia               |
| Mihai Gajiu             | Okres Drochia               |
| Valerian Gherman        | Okres Drochia               |
| Ion Grigoraș            | Okres Drochia               |
| Lidia Istrati           | Okres Drochia               |
| Petru Lupașcu           | Okres Drochia               |
| Dumitru Gh. Postovan    | Okres Drochia               |
| Petru Brașoveanu        | Okres Dubăsari              |
| Victor Diucarev         | Okres Dubăsari              |
| Ion Mițcul              | Okres Dubăsari              |
| Mihai Mușumanschi       | Okres Dubăsari              |
| Boris Pălărie           | Okres Dubăsari              |
| Valentina Podgornaia    | Okres Dubăsari              |
| Serghei Popa            | Okres Dubăsari              |
| Gheorghe Ciorba         | Okres Edineț                |
| Sergiu Coșceev          | Okres Edineț                |
| Valentin Dolganiuc      | Okres Edineț                |
| Anatol Ivanov           | Okres Edineț                |
| Vasile Nestor           | Okres Edineț                |
| Petru Poiată            | Okres Edineț                |
| Dumitru Puntea          | Okres Edineț                |
| Anatol Zelenschi        | Okres Edineț                |
| Grigore Bordeianu       | Okres Fălești               |
| Mihai Goncearenco       | Okres Fălești               |
| Dumitru Moțpan          | Okres Fălești               |
| Mihai Popovici          | Okres Fălești               |
| Andrei Rusnac           | Okres Fălești               |
| Gheorghe Slabu          | Okres Fălești               |
| Vasile Ursachi          | Okres Fălești               |
| Mihai Volontir          | Okres Fălești               |
| Ion Costaș              | Okres Florești              |
| Sergiu Manea            | Okres Florești              |
| Mihai Rusu              | Okres Florești              |
| Ludmila Scalnîi         | Okres Florești              |
| Anatol Șaragov          | Okres Florești              |
| Victor Tocan            | Okres Florești              |
| Ion Țurcan              | Okres Florești              |
| Constantin Bogdan       | Okres Glodeni               |
| Ion Butnaru             | Okres Glodeni               |
| Ion Mărgineanu          | Okres Glodeni               |
| Mihai Plasiciuc         | Okres Glodeni               |
| Aurel Saulea            | Okres Glodeni               |
| Petru Carauș            | Okres Grigoriopol           |
| Fiodor Evtodiev         | Okres Grigoriopol           |
| Petru Poian             | Okres Grigoriopol           |
| Stepan Plaținda         | Okres Grigoriopol           |
| Ivan Țînnik             | Okres Grigoriopol           |
| Afanasie Chechiu        | Okres Ialoveni              |
| Mihai Cotorobai         | Okres Ialoveni              |
| Gheorghe Efros          | Okres Ialoveni              |
| Petru Soltan            | Okres Ialoveni              |
| Anatol Șalaru           | Okres Ialoveni              |
| Anton Terente           | Okres Ialoveni              |
| Andrei Vartic           | Okres Ialoveni              |
| Vladimir Agachi         | Okres Lazo (Sîngerei)       |
| Mihai Druță             | Okres Lazo (Sîngerei)       |
| Dumitru Grosu           | Okres Lazo (Sîngerei)       |
| Ion Hadârcă             | Okres Lazo (Sîngerei)       |
| Pavel Lupăcescu         | Okres Lazo (Sîngerei)       |
| Spiridon Martîniuc      | Okres Lazo (Sîngerei)       |
| Nicolae Moraru          | Okres Lazo (Sîngerei)       |
| Nicolae Oleinic         | Okres Lazo (Sîngerei)       |
| Pavel Bejenuță          | Okres Leova                 |
| Valeriu Matei           | Okres Leova                 |
| Andrei Diaconu          | Okres Leova                 |
| Marin Beleuță           | Okres Leova                 |
| Mihai Ciorici           | Okres Nisporeni             |
| Ilarion Guidea          | Okres Nisporeni             |
| Mihai Lazăr             | Okres Nisporeni             |
| Gheorghe Scutaru        | Okres Nisporeni             |
| Mihai Scutaru           | Okres Nisporeni             |
| Mircea Snegur           | Okres Nisporeni             |
| Ion Tacu                | Okres Nisporeni             |
| Grigore Cușnir          | Okres Ocnița                |
| Sergiu Fandofan         | Okres Ocnița                |
| Vasile Gudima           | Okres Ocnița                |
| Ion Guțu                | Okres Ocnița                |
| Ion Mereuță             | Okres Ocnița                |
| Gheorghe Răducan        | Okres Ocnița                |
| Nicolae Stadinciuc      | Okres Ocnița                |
| Ion Borșevici           | Okres Orhei                 |
| Dumitru Cernei          | Okres Orhei                 |
| Constantin Culea        | Okres Orhei                 |
| Vladimir Darii          | Okres Orhei                 |
| Nicolae Domente         | Okres Orhei                 |
| Teodor Macrinici        | Okres Orhei                 |
| Vasile Pasaniuc         | Okres Orhei                 |
| Vlad Pascaru            | Okres Orhei                 |
| Ion Popa                | Okres Orhei                 |
| Vasile Pruteanu         | Okres Orhei                 |
| Vasile Șevcenco         | Okres Orhei                 |
| Nadejda Brînzan         | Okres Rezina                |
| Nicolae Costin          | Okres Rezina                |
| Vasile Domente          | Okres Rezina                |
| Nicolae Proca           | Okres Rezina                |
| Tudor Țopa              | Okres Rezina                |
| Boris Aculov            | Okres Rîbnița               |
| Iuri Atamanenko         | Okres Rîbnița               |
| Anatol Belitcenco       | Okres Rîbnița               |
| Evgheni Berdnikov       | Okres Rîbnița               |
| Nicolai Bogdanov        | Okres Rîbnița               |
| Nadejda Cegurco         | Okres Rîbnița               |
| Vladimir Goncear        | Okres Rîbnița               |
| Mihai Mălai             | Okres Rîbnița               |
| Semion Badrajan         | Okres Rîșcani               |
| Mihai Bejan             | Okres Rîșcani               |
| Valeriu Daraban         | Okres Rîșcani               |
| Dumitru Guțu            | Okres Rîșcani               |
| Valentin Mândâcanu      | Okres Rîșcani               |
| Mihai Sîromeatnicov     | Okres Rîșcani               |
| Titu Serghei            | Okres Rîșcani               |
| Anton Spânu             | Okres Rîșcani               |
| Vasile Baboi            | Okres Slobozia              |
| Boris Brizițchi         | Okres Slobozia              |
| Aleksandr Bulîcev       | Okres Slobozia              |
| Mihail Codin            | Okres Slobozia              |
| Vasile Graf             | Okres Slobozia              |
| Vladimir Labunski       | Okres Slobozia              |
| Ion Luca                | Okres Slobozia              |
| Petru Nastasiuc         | Okres Slobozia              |
| Fiodor Nirean           | Okres Slobozia              |
| Nicolae Ostapenco       | Okres Slobozia              |
| Anatol Salamandîk       | Okres Slobozia              |
| Andrei Baștovoi         | Okres Soroca                |
| Anatol Chișner          | Okres Soroca                |
| Jorj Crisico            | Okres Soroca                |
| Ilie Mocanu             | Okres Soroca                |
| Victor Pavlic           | Okres Soroca                |
| Nicolae Robu            | Okres Soroca                |
| Petru Sandulachi        | Okres Soroca                |
| Elisei Secrieru         | Okres Soroca                |
| Iurie Timoșenco         | Okres Soroca                |
| Nicolae Alexei          | Okres Strășeni              |
| Ilie Bratu              | Okres Strășeni              |
| Mircea Druc             | Okres Strășeni              |
| Tudor Mogâldea          | Okres Strășeni              |
| Alexandru Moșanu        | Okres Strășeni              |
| Mihai Poiată            | Okres Strășeni              |
| Ion Țurcanu             | Okres Strășeni              |
| Ion Vatamanu            | Okres Strășeni              |
| Dumitru Brașoveanu      | Okres Suvorov (Ștefan Vodă) |
| Valeriu Cibotaru        | Okres Suvorov (Ștefan Vodă) |
| Dumitru Croitor         | Okres Suvorov (Ștefan Vodă) |
| Nicolae Grosu           | Okres Suvorov (Ștefan Vodă) |
| Ion Lapaci              | Okres Suvorov (Ștefan Vodă) |
| Nicolae Malachi         | Okres Suvorov (Ștefan Vodă) |
| Vasile Vartic           | Okres Suvorov (Ștefan Vodă) |
| Sergiu Argatu           | Okres Șoldănești            |
| Zosim Bodiu             | Okres Șoldănești            |
| Valentin Burduja        | Okres Șoldănești            |
| Victor Reabcici         | Okres Șoldănești            |
| Dumitru Cereș           | Okres Taraclia              |
| Chiril Darmancev        | Okres Taraclia              |
| Gheorghe Nechit         | Okres Taraclia              |
| Gheorghe Siumbeli       | Okres Taraclia              |
| Tudor Lefter            | Okres Telenești             |
| Andrei Munteanu         | Okres Telenești             |
| Vasile Năstase          | Okres Telenești             |
| Mihai Străjescu         | Okres Telenești             |
| Ion Tăbîică             | Okres Telenești             |
| Anatol Țăranu           | Okres Telenești             |
| Vasile Basoc            | Okres Ungheni               |
| Stepan Bogacenco        | Okres Ungheni               |
| Mihai Coșcodan          | Okres Ungheni               |
| Valeriu Jardan          | Okres Ungheni               |
| Vasile Para             | Okres Ungheni               |
| Mihai Pătraș            | Okres Ungheni               |
| Constantin Sahanovschi  | Okres Ungheni               |
| Vasile Șoimaru          | Okres Ungheni               |
| Dumitru Todoroi         | Okres Ungheni               |
| Victor Uncuță           | Okres Ungheni               |
| Ion Eremia              | Okres Vulcănești            |
| Vitalie Ustroi          | Okres Vulcănești            |
| Vasile Vodă             | Okres Vulcănești            |

## Povolební situace
Lidová fronta Moldavska získala úplnou kontrolu poté, co gagauzští a podněsterští poslanci odešli na protest proti kulturním reformám orientovaným na Rumunsko. Jeden z vůdců Lidové fronty Moldavska, Mircea Druc, vytvořil novou vládu. Lidová fronta považovala svou vládu za čistě přechodné ministerstvo; jejím úkolem bylo rozpuštění Moldavské SSR a připojení k Rumunsku.